# 貞静学園短期大学
貞静学園短期大学（ていせいがくえんたんきだいがく、英語: Teisei Gakuen Junior College）は、東京都文京区小日向1-26-13に本部を置く日本の私立大学。1930年創立、2009年大学設置。大学の略称は貞静または貞静短大・貞短。

## 概観

### 大学全体
- 学校法人貞静学園により2009年に設置された日本の私立短期大学[1][2]。
- 保育学科と専攻科[注釈 1]を置く。キャンパスは東京都文京区内にあり、拓殖大学本部が目と鼻の先にある。学長は別府浩実。

### 建学の精神（至誠・和敬・慈愛）
- 本学における教育理念は「学問と人格の切磋琢磨・心の教育」である。

### 教育および研究
- 保育者の育成に力をいれている。系列の幼稚園での教育実習も取り入れられている。専攻科では介護福祉士の養成を執り行っていた[注釈 1]。

### 学びの特色
- 既設の保育専門学校を発展改組する形で2009年に新設された。保育専門学校からの短大昇格は、1981年の清泉女学院短期大学以来28年ぶり[要出典]のことである。

## 沿革
- 1930年
  - 4月8日 左記をもって貞静学園が創設される[3]。
- 2008年
  - 10月31日 短期大学の設置が文部科学省より認可される[注 1]
- 2009年
  - 4月1日 左記を以て貞静学園短期大学保育学科が開学する[5][2]。
- 2010年
  - 4月1日 左記をもって専攻科介護福祉専攻を置く。入学定員40名[6][7]。
- 2023年 4月以降、専攻科介護福祉専攻は募集していない。
- 2026年 学生募集を停止[8]。

## 基礎データ

### 所在地
- 東京都文京区小日向1-26-13

### 象徴
- 貞静学園短期大学のカレッジマークは、芽を出したばかりの花をイメージしたものとなっている。

## 教育および研究

### 学科
- 保育学科

#### 専攻科
- 介護福祉専攻[注釈 1]

#### 別科
- なし

### 取得資格について
- 保育学科では、保育士資格と幼稚園教諭二種免許状が取得できる。
- 専攻科[注釈 1] では介護福祉士の受験資格が取得できるシステムとなっていた[注 2]。

### 附属機関
- 附属図書館がある。在学生および卒業生、地域住民にも開放している。一般の利用者は所定の手続きが必要となる[9]。

### 研究
- 「家庭教育研究」[10]

## 学生生活

### 部活動・クラブ活動・サークル活動
サークル活動
- 体育系：バスケットボール、テニス、バドミントン、卓球、スラックライン、手話ほか
- 文化系：壁面製作、軽音楽、合唱、オレンジリボン、折り紙、ボランティア、公務員試験対策、ほか

### 大学祭
- 「EXPO TEISEI」と呼ばれ、毎年12月中旬の土日に催されている。特色として、子ども向けの企画が多数用意されており、親子の参加者が最も多くの割合を占める。学生と子どもが一緒にダンスを踊ったり、おもちゃのお金で購入ができたり参加型の企画が主である。各授業における研究発表、ピアノ演奏会（2020～2023年はYouTube配信あり）、外部講師による講演会、飲食物の模擬店、バザー、フリーマーケット、公開講座の成果披露、本の読み聞かせ、eスポーツ体験などがある。

## 大学関係者と組織

### 大学関係者
- 学長：別府浩実

## 施設

### キャンパス
- 交通アクセス：東京メトロ丸ノ内線茗荷谷駅下車。
- 設備：短期大学開設と同時に、茨城県取手市にグランドが設置された。

### 飲食設備
- 2023年現在は無し。飲料、食品、アイスクリームの自動販売機や、電子レンジは設置されている[11]。

## 対外関係

### 系列校
- 貞静学園中学校・高等学校

## 社会との関わり
一般向けの生け花（華道）やフラダンスレッスンなどの趣味のほか、小学校教員向けのパソコン指導法の講習、福祉住環境コーディネーターなどの資格試験対策の公開講座を行っている。

## 卒業後の進路について

### 就職先
- 2011年に初めて短期大学としての卒業生が輩出された。2022年度の就職先の内訳としては、公私立の保育所に約50％、幼稚園に約30％、この他、児童福祉施設や学童保育などに就職している[15]

### 編入学・進学実績
- 編入実績としては、2022年度までに白梅学園大学、川村学園女子大学、東京福祉大学、目白大学、帝京大学などに進学した。

## 出版物
- 『貞静学園短期大学』貞静学園短期大学紀要編集委員会（編）、第1号-第8号 2010年-2017年。改題して形態を変更。
- 『研究紀要 Bulletin of Teisei Gakuen Junior College 』貞静学園短期大学研究紀要編集委員会（編）、CD-ROM（12cm）、第9号-、2018-、東京 : 貞静学園短期大学。